# Las dos caras de enero
Las dos caras de enero es una novela policíaca de la escritora estadounidense Patricia Highsmith. Fue publicada por primera vez en 1962 por el editor londinense William Heinemann y en una versión abreviada en 40 páginas por Doubleday, en Nueva York. 
Un joven estadounidense cae bajo el hechizo de una pareja de estafadores en Grecia. El hombre le recuerda a su padre, que acaba de fallecer y con quien tenía una relación muy complicada, mientras que la mujer se parece a su prima, con quien mantuvo una frustrada relación en la adolescencia. Cuando la pareja comete un asesinato, el joven los ayuda a ocultar las pruebas y huye con ellos a Creta, donde surgen tensiones y una rivalidad creciente entre los dos hombres. La novela recibió el premio Dagger a la mejor novela policial extranjera en 1964.

## Argumento

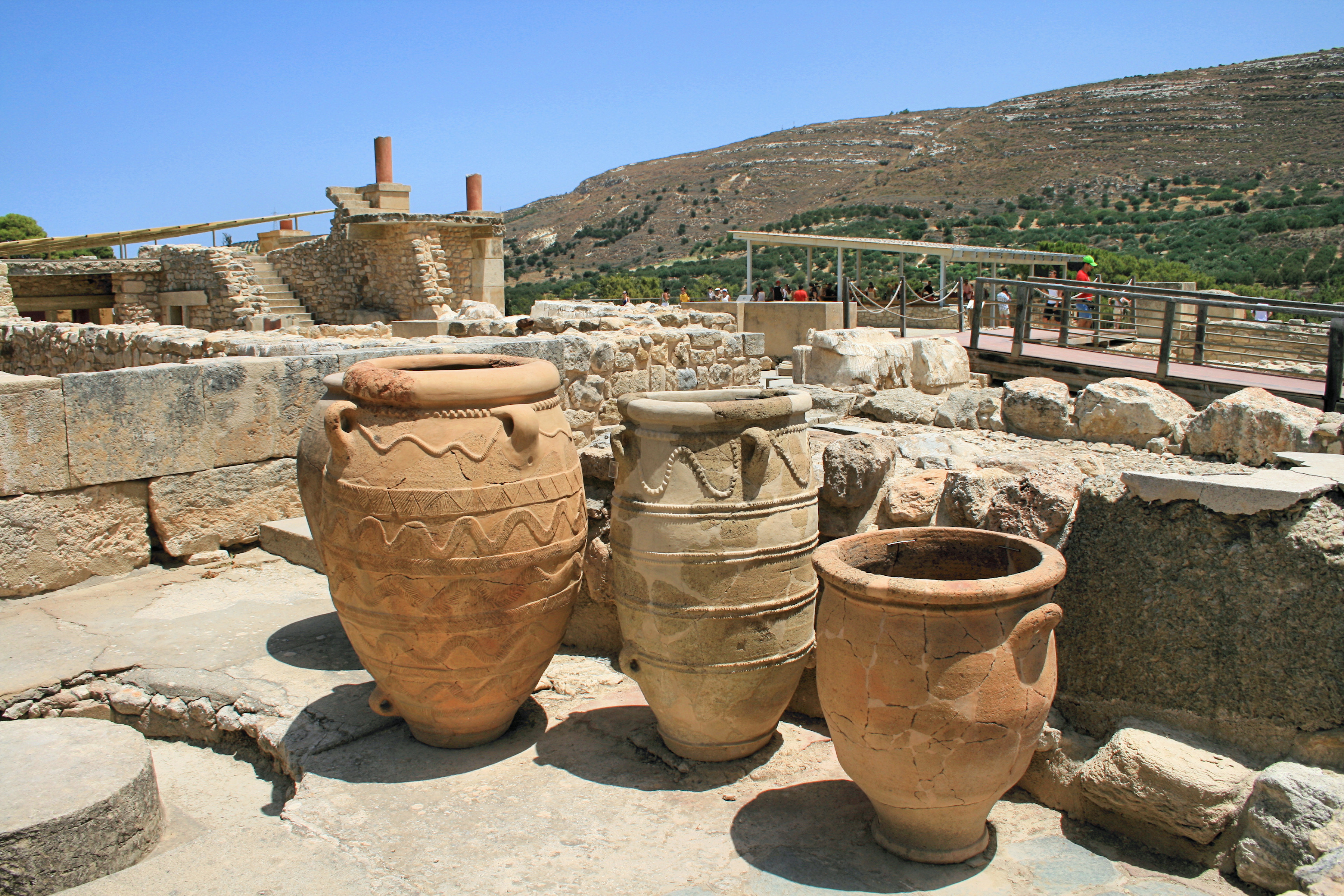
Pithos en Cnosos

El estadounidense Rydal Keener, de 25 años, viaja por Europa después de estudiar Derecho en Yale. Liberado de toda obligación de trabajar gracias a la herencia de su abuela, vive al día desde hace dos años, viajando por Europa, escribiendo poemas y esperando el gran “acontecimiento”. Esto parece suceder cuando conoce a su compatriota Chester MacFarland, de 42 años, y a su esposa Colette, de 25, en Atenas. El hombre guarda un parecido sorprendente con el padre de Rydal, un profesor de arqueología de Harvard recientemente fallecido, y la mujer le recuerda a Rydal a su prima Agnes, con la que tuvo un fugaz romance a los quince años. Cuando salió a la luz la historia de amor de Rydal con su prima, la muchacha lo acusó de agresión sexual para protegerse, y el padre de Rydal hizo internar a su hijo en un reformatorio. Desde entonces, Rydal abrigó un rencor irreconciliable contra su dominante padre. Cuando la novela empieza, en el mes de enero, tan sólo hace un mes que su progenitor ha muerto, pero el joven ha rechazado asistir a su funeral en los Estados Unidos y ha preferido permanecer en Grecia, para disgusto de sus hermanos.
A diferencia de su venerable homólogo, Chester MacFarland es un estafador y defraudador de inversiones que se encuentra en Europa para evitar las investigaciones policiales en Estados Unidos. Cuando un policía griego quiere interrogar al matrimonio MacFarland, se desata un altercado físico, al final del cual el griego muere. Rydal sorprende a Chester en el pasillo del hotel, mientras se deshace del cuerpo. Contrariamente a lo esperado, el joven estadounidense no llama a la policía, sino que ayuda a su compatriota a obtener pasaportes falsos y escapar a Creta, donde se reúne con la pareja. Rydal se siente inexplicablemente atraído por el hombre que tanto le recuerda a su padre. Sin embargo, está aún más encantado con su joven esposa, que se insinúa con su compatriota de su misma edad. Chester observa con celos la relación, que no puede detener porque depende de la ayuda de Rydal y de sus conocimientos del idioma griego. La fuga de los tres estadounidenses conduce a La Canea y Heraclión. Durante una visita al Palacio de Cnosos, la ira reprimida de Chester sale a la luz y arroja un ánfora antigua desde una terraza a Rydal, quien puede evitar el intento de asesinato en el último momento, pero la pesada vasija de barro rompe el cráneo de Colette, que había corrido hacia Rydal.

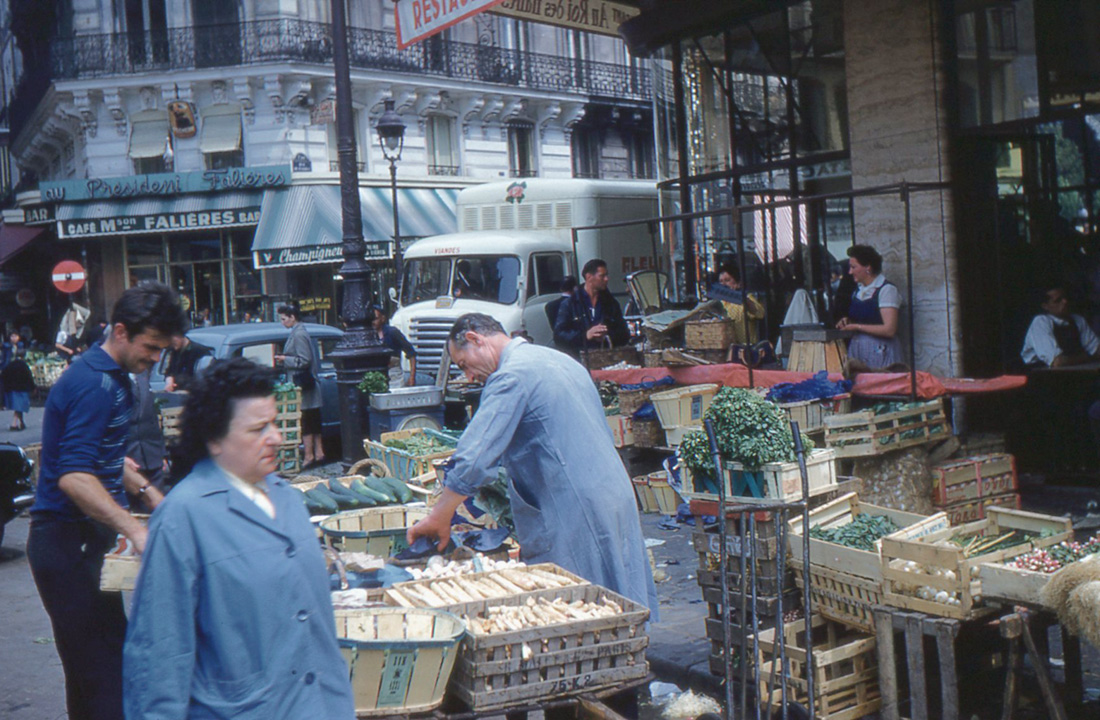
Mercado de Les Halles, 1960

Los dos hombres huyen de regreso a Atenas, donde pasan a espiarse mutuamente. Cada uno quiere vengarse del otro, al que culpa de la muerte de Colette. Chester localiza a un asesino griego que resulta ser un inofensivo vendedor de flores. Rydal no se atreve a contactar con la policía porque ha estado demasiado involucrado en los crímenes de Chester durante mucho tiempo y teme lo que dirá, pero siente una necesidad incontrolable de presenciar la destrucción de Chester y permanece tras la pista de su rival incluso cuando huye a París con un nuevo pasaporte. Menos por codicia que para provocar a Chester, comienza a chantajear al doble asesino, quien tiene que digerir la noticia desde el extranjero de que sus acuerdos de inversión fraudulentos han quedado al descubierto y que está arruinado financieramente. Sólo cuando las autoridades francesas lo arrestan, Rydal se ve obligado a denunciar a Chester. Conduce a la policía francesa a una reunión prevista en Les Halles, pero advierte a su rival y huye en una furgoneta aparcada.
Durante un encuentro final entre los dos oponentes, Chester le dispara a Rydal, quien exige una foto de recuerdo de Colette, pero falla. Esa noche huye a Marsella con la esperanza de conseguir un pasaje en barco a América y un nuevo comienzo en su tierra natal. Se emborracha hasta perder el conocimiento. Cuando el estadounidense vuelve en sí, le han robado sus últimas pertenencias y lo ponen bajo custodia policial. Tras intentar escapar, muere a consecuencia de una herida de bala. Rydal, que se ha entregado, se entera de la última declaración de Chester, una especie de confesión del americano moribundo, en la que confiesa los dos asesinatos y absuelve a su compañero de cualquier complicidad. Rydal se siente conmovido por la inesperada indulgencia de Chester, tras la cual ya no se enfrenta a ningún proceso penal. Cuando se entera de que el difunto será enterrado al día siguiente, en una fosa común y sin más compañía que la de dos funcionarios, decide ir a Marsella para asistir al funeral.

## Interpretación

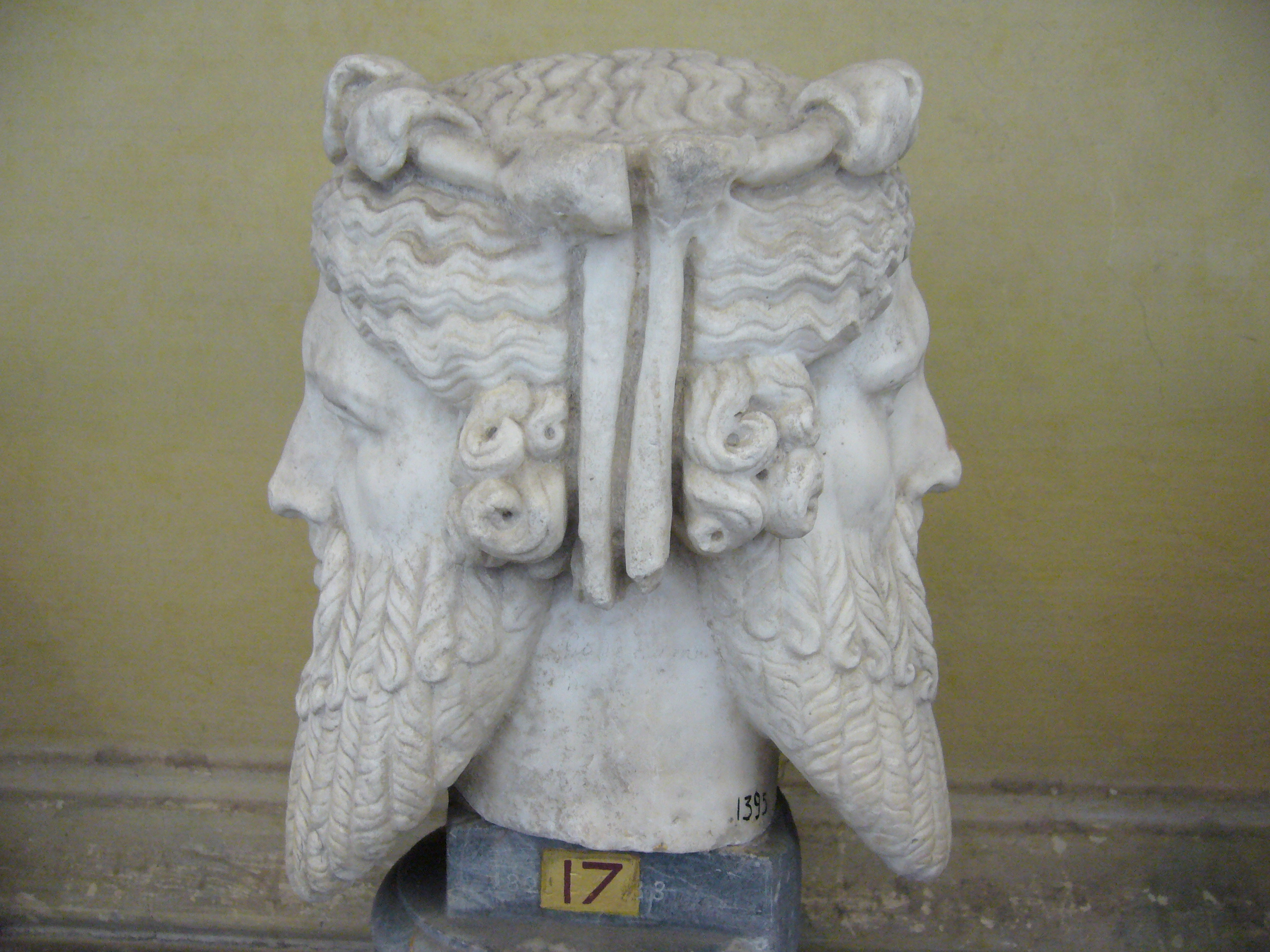
Estatua de Jano en el Museo del Vaticano

Después de planificar el libro con los títulos provisionales The Power of Negative Thinking (El poder del pensamiento negativo) y Rydal's Folly (La locura de Rydal), Highsmith finalmente le dio a la obra el título The Two Faces of January (Las dos caras de enero), que, según Andrew Wilson, es apropiado para los ambivalentes protagonistas, exactamente igual que el dios romano Jano, de dos caras. La acción se desarrolla en enero, primer mes del año, llamado así en honor a Jano, el dios romano de los principios y de los finales. Así como generalmente se representa a Jano con dos cabezas mirando en direcciones opuestas, Rydal y Chester también se fusionan entre sí a lo largo de la novela, apareciendo al final como una sola persona con dos caras. 
Paul Ingendaay lee Las dos caras de enero como “la lucha de un hombre con los fantasmas de su juventud, trasladada a otro campo de batalla”. Un joven estadounidense relaciona compulsivamente el presente con su pasado, buscando paralelismos entre los distintos niveles temporales. Todavía no ha superado su primer amor de hace diez años, que fue destruido por la traición de su prima y por la implacabilidad de su padre. Ahora se encuentra con dos personas que no sólo se parecen a los fantasmas de su pasado (o que él cree que se parecen), sino que además unen a padre y prima como marido y mujer de un matrimonio. Hasta la mitad de la novela, Rydal sigue dividido entre su padre y su prima, entre Chester y Colette: en esta parte, Highsmith cuenta el clásico triángulo amoroso de una pelea entre dos hombres por una mujer. Pero luego Colette muere inesperadamente y el escenario queda completamente dedicado al enfrentamiento de Rydal contra Chester o, más bien, contra el fantasma de su padre recientemente fallecido.
Cuanto más evidente se hace que por quien Rydal se siente atraído es por Chester, en quien ve la encarnación de su padre muerto, más enfáticamente intenta el joven ocultarse este hecho a sí mismo y construye la quimera de que su amor insatisfecho por Colette es lo que lo lleva a tomar represalias. Pero en realidad los dos hombres se parecen a los dos gatos callejeros con los que Rydal sueña una noche, y que se apegan tanto el uno al otro que caen juntos desde lo alto del tejado a las profundidades. Según Ingendaay, las acciones de ambos hombres quedan relacionadas entre sí como en una pantomima. Nunca está claro quién está cazando a quién y quién huye de quién. Cada vez que hay un enfrentamiento en el que uno podría dar el golpe mortal al otro, se evita el enfrentamiento como si el objetivo fuera mantener abierta la rivalidad.
Sólo al final Chester fracasa, pierde en la lucha entre los dos hombres y tiene que pagar el precio solo. En una acción final relacionada, ambos protagonistas están completamente desnudos: Rydal ha sido desnudado en la comisaría de París en la que está detenido, pero Chester, el alter ego del padre de Rydal, sufre el final más humillante, pues se despierta desnudo en las alcantarillas de Marsella, tras una noche de borrachera en la que le han robado todas sus pertenencias. Atípico de las novelas a menudo sombrías de Highsmith, la esperanza emerge al final de Las dos caras de enero. Rydal no sólo se salva de su oponente, sino que también parece reconciliarse con su pasado, puesto que decide asistir al entierro de Chester, probablemente como una manera de suplir el no haber volado a los Estados Unidos el mes anterior, para acudir al funeral de su padre. Para Marco Abel, la muerte del héroe violento es un rasgo típico de muchas de las novelas de Patricia Highsmith, pero en este caso la muerte de Chester no crea un sentimiento de catarsis y justicia ya que el personaje con el que se identifica el lector no es Chester, sino Rydal.

## Antecedentes
Antes de que Patricia Highsmith finalmente se mudara a Europa en 1963, la estadounidense viajó repetidamente al “viejo continente”, donde sus obras fueron a menudo mejor recibidas que en su tierra natal. Dos viajes la llevaron a París y Grecia a finales de 1959 y le sirvieron de inspiración para su siguiente novela. Highsmith comenzó a trabajar en Las dos caras de enero en el verano de 1960 después de que su manuscrito anterior, The Straightforward Lie, fuera rechazado por la editorial Harper &amp; Row. Escribió su nueva novela cerca de New Hope (Pensilvania), donde había alquilado una casa con una amiga. Pero este manuscrito también fue rechazado por Harper & Row.
Highsmith habló más tarde de un primer borrador “completamente desordenado” que difería significativamente de la versión final. Aunque la estructura básica de la trama con la constelación del trío forjado por un asesinato ya estaba establecida, Rydal Keener era originalmente un criminal psicópata, Chester un bebedor y su esposa Olga una quejica desagradable, de modo que el editor certificó que todos los protagonistas tenían neurosis pronunciadas. La esposa de Chester también muere en la primera versión, pero como resultado de un plan de asesinato ideado por los dos hombres  juntos. En su lugar, Rydal interpreta a la esposa de Chester durante el intento de entrada a América, lo que dio a la trama algunos momentos cómicos al estilo de Some Like It Hot de Billy Wilder.
Después del rechazo, Highsmith reescribió completamente el manuscrito mientras trabajaba simultáneamente en las novelas posteriores El grito de la lechuza y La celda de cristal. Harper & Row rechazó las nuevas versiones de Highsmith un total de cuatro veces hasta que finalmente fueron rechazadas en junio de 1962. Sólo un cambio al editor londinense William Heinemann hizo posible la publicación de la novela en enero de 1964. Highsmith tuvo que revisar el manuscrito nuevamente cuando la editorial estadounidense Doubleday exigió que se acortara en 32 páginas para poder publicar la novela como parte de su serie criminal Crime Club Selection. Highsmith borró un total de 40 páginas al eliminar las escenas que rodean a la novia de Rydal, Geneviève, y los detalles de los tratos fraudulentos de Chester. La edición de bolsillo en inglés de Pan Books también siguió a la edición abreviada.

## Recepción
La novela recibió el premio Dagger a la mejor novela policial extranjera en 1964.En un artículo de The New York Times, Anthony Boucher la calificó como "una novela de suspenso poco convencional, provocativa y absorbente".

## Adaptaciones
- En 1986, Wolfgang Storch y Gabriela Zerhau dirigieron una adaptación cinematográfica alemana de la novela, que fue protagonizada por Charles Brauer, Yolanda Jilot y Thomas Schücke.[6]
- En 2014, Hossein Amini adaptó la novela con el título The Two Faces of January. Los papeles principales fueron interpretados por Oscar Isaac, Kirsten Dunst y Viggo Mortensen.[7]